# Synode von Benevent
Die Synode von Benevent begann am Freitag, den 28. März und endete drei Tage später am Montag, den 31. März 1091.

## Allgemeines
Die Synode von Benevent wurde von Papst Urban II. einberufen und beinhaltet vier Kanones, wobei sich die ersten drei auf kircheninterne Angelegenheiten beziehen und der letzte die Bedeutung des Aschermittwochs steigert.

## Inhalt

### Kanon 1
Wahl zum Bischof
Wer nicht einen den heiligen ordines entsprechenden Lebensstil pflegt, soll nicht zum Bischof gewählt werden. Ein Subdiakon darf nur in Ausnahmefällen dieses Amt bekleiden, benötigt aber die Erlaubnis eines Metropoliten oder des Papstes.

### Kanon 2
Gründe für die Absetzung von Kapläne
Ein Kaplan soll unter folgenden zwei Gründen seines Amtes enthoben werden:
1. Er verrichtet seine Arbeit ohne die Erlaubnis des Bischofs.
2. Er bezieht, wiederum ohne Zustimmung des Bischofs, den Zehent von Laien.[2]

### Kanon 3
Aufnahme und Weihe von Klerikern
Ohne Empfehlungsschreiben bzw. die Erlaubnis seines Bischofs darf kein Kleriker von einem anderen Bischof aufgenommen und geweiht werden.

### Kanon 4
Fastenzeit
Nachdem die Synode in der Fastenzeit tagt, wurden folgende Bestimmungen verabschiedet:
- Kein Laie darf nach dem Aschermittwoch Fleisch zu sich nehmen.
- Alle Männer und Frauen sollen am Aschermittwoch das Aschenkreuz empfangen.
- Ein Heiratsverbot wird vom Sonntag Septuagesima bis zur Oktav von Ostern sowie vom ersten Adventsonntag bis zur Oktav von Epiphanie ausgesprochen.[4]